# 高瑋 (順治進士)
高瑋（1609年—1668年），字握之，號繩東，山東濟南府淄川縣人，清朝政治人物，進士出身。

## 生平
崇禎十二年（1639年）己卯科山東鄉試解元，清順治三年（1646年）丙戌科進士。授河間府推官。有《留耕堂詩稿》、《南游草》。